# Поплітник бурий
Поплі́тник бурий (Cantorchilus thoracicus) — вид горобцеподібних птахів родини воловоочкових (Troglodytidae). Мешкає в Центральній Америці.

## Опис

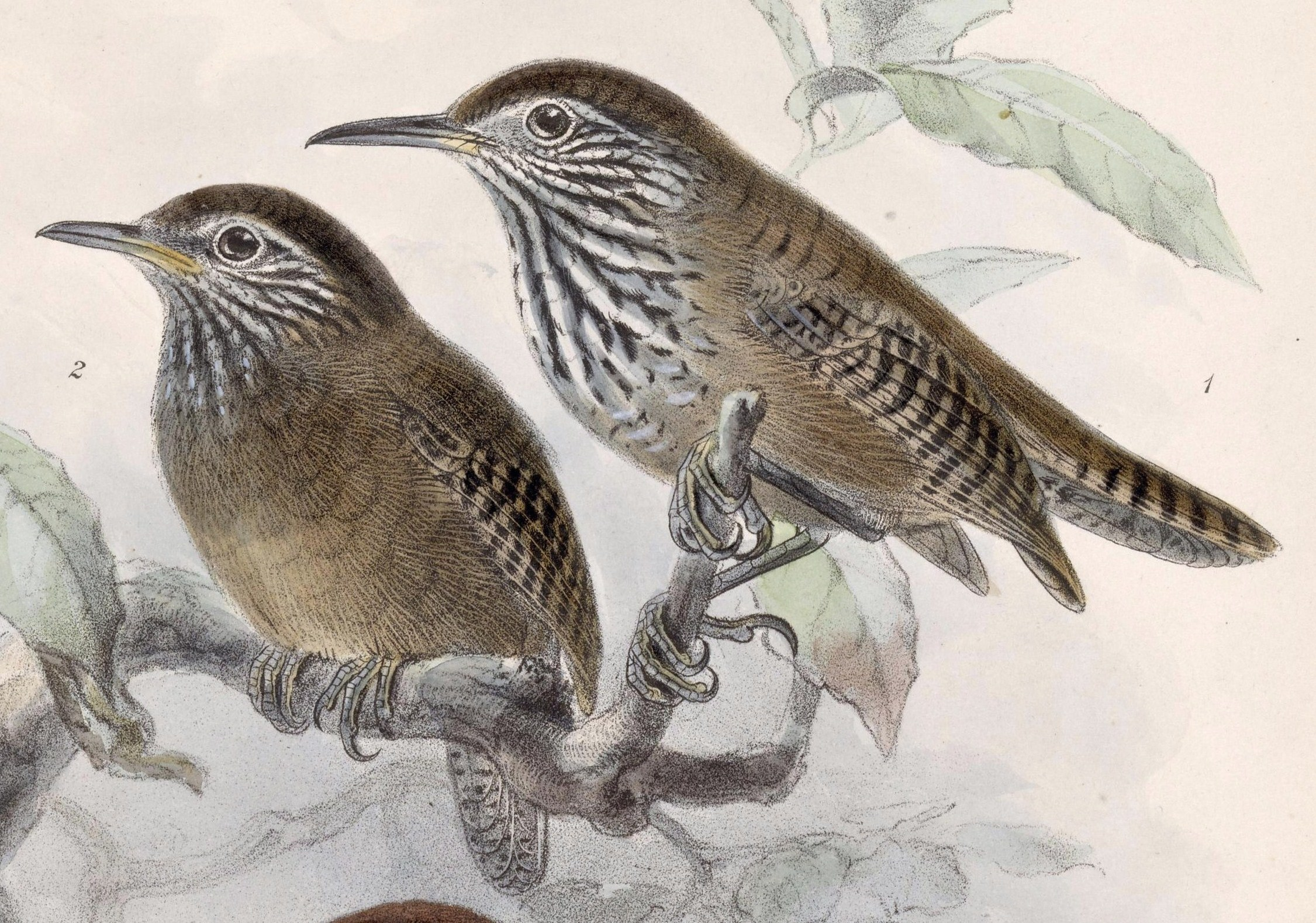
Бурі поплітники

Довжина птаха становить 11,5-12, 5 см, вага 17,6 г. Тім'я сірувато-коричнева, плечі, спина і надхвістя темно-буре. Махові пера тьмяно-охристі або коричневі, поцятковані тонкими чорними смужками. Хвіст тьмяно-чорнуватий, поцяткований охристими або коричневими. Обличчя і шия х боків чорнуваті, поцятковані білими смужками. Горло і груди чорні, поцятковані білими і сірими смужками, нижня частина живота оливково-коричнева, смуги на ній відсутні. Очі червонувато-карі, дзьоб зверху сірувато-чорний, знизу сизий, лапи сірувато-коричневі. Виду не притаманний статевий диморфізм.

## Поширення і екологія
Бурі поплітники мешкають на карибських схилах Гондурасу, Нікарагуа, Коста-Рики і Панами. Вони живуть у вологих рівнинних тропічних лісів, на узліссях і галявинах, в заростях на берегах річок і озер та на тінистих плантаціях. Зустрічаються на висоті до 1100 м над рівнем моря. Живляться комахами, павуками та іншими безхребетними. Сезон розмноження в Коста-Риці триває з березня по липень. Гніздо кулеподібне, складається з двох камер, розташованих по обидва боки від гілки. В кладці 2-3 яйця.